# Natural Resources Canada
Natural Resources Canada  (NRCan, englisch) bzw. wegen der staatlichen kanadischen Zweisprachigkeit gleichberechtigt auch Ministère des Ressources naturelles Canada  (RNCan, französisch) ist der Name des Ressourcenministeriums von Kanada mit Hauptsitz in Ottawa. Die Ursprünge des Ministeriums liegen in der Geological Survey of Canada (GSC), welche am 14. April 1842 gegründet wurde. Außerdem gingen 1995 das Department of Energy, Mines and Resources sowie das Department of Forestry in diesem Ministerium auf. Seit dem 26. Oktober 2021 ist Jonathan Wilkinson, erst im 29. Kanadischem Kabinett von Justin Trudeau und dann auch im folgenden 30. Kanadischem Kabinett von Mark Carney, als „Minister of Energy and Natural Resources“ für das Ministerium verantwortlich. Er folgte auf Seamus O’Regan der diesen Posten seit 2019 innehatte.
Die Aufgaben Ministeriums umfassen die Entwicklung von natürlichen Ressourcen, der Energie und im Bereich der Geowissenschaften und Fernerkundung sowie die Erstellung von Kartenwerken wie topographischen Karten nach dem National Topographic System. Auch das Geographical Names Board of Canada (GNBC) ist Teil des Ministeriums. Das Ministerium ist auch verantwortlich für eine Reihe verschiedener Agenturen, unter anderem der Atomic Energy of Canada Limited.